# Einheitlicher Bewertungsmaßstab
Der einheitliche Bewertungsmaßstab (EBM) ist das Vergütungssystem bzw. Honorarsystem der vertragsärztlichen bzw. vertragspsychotherapeutischen Versorgung in Deutschland. Es ist ein sozialversicherungsrechtliches Verzeichnis im deutschen Gesundheitswesen, nach dem ambulante und belegärztliche Leistungen in der gesetzlichen Krankenversicherung abgerechnet werden.

## Historische Entwicklung
Der EBM ist mit dem Krankenversicherungs-Kostendämpfungsgesetz (KVKG) von 1977 eingeführt worden. Bis zu diesem Zeitpunkt hatten die einzelnen Kassenarten in der gesetzlichen Krankenversicherung (AOK, BKK, Ersatzkassen etc.) verschieden aufgebaute Gebührenordnungen mit der Kassenärztlichen Bundesvereinigung und den kassenärztlichen Vereinigungenen ausgehandelt. Dies erschwerte aus Sicht des Gesetzgebers die damals gewollte stärkere Ausgabenbegrenzung. Daher regelte der Gesetzgeber, dass ab 1978 ein „einheitlicher“ Bewertungsmaßstab für alle Krankenkassen Anwendung finden müsse. Auch für den Bereich der Zahnärzte ist ein solcher einheitlicher Bewertungsmaßstab – Bewertungsmaßstab zahnärztlicher Leistungen (BEMA) genannt – seitdem vorgeschrieben.
Die Abrechnung von Leistungen bei Privatpatienten erfolgt nach der Gebührenordnung für Ärzte (GOÄ), einer Rechtsverordnung der Bundesregierung.

## Gesetzliche Grundlage
Grundlage des EBM ist das Fünfte Buch Sozialgesetzbuch (SGB V). In § 87 Abs. 2 SGB V ist festgelegt:

„Der einheitliche Bewertungsmaßstab bestimmt den Inhalt der abrechnungsfähigen Leistungen und ihr wertmäßiges, in Punkten ausgedrücktes Verhältnis zueinander; soweit möglich, sind die Leistungen mit Angaben für den zur Leistungserbringung erforderlichen Zeitaufwand des Vertragsarztes zu versehen.“

Ab dem EBM 2000plus wird zudem die Rahmenstruktur des jeweils aktuellen EBM durch das am 1. Januar 2004 in Kraft getretene GKV-Modernisierungsgesetz (GMG) vorgegeben. Neu daran ist, dass die Leistungen in Komplexen bzw. Fallpauschalen zusammenzufassen und kooperative Versorgungsformen besonders zu berücksichtigen sind.
Seit dem 1. April 2014 ist der EBM 2014 die gültige Gebührenordnung für die Behandlung gesetzlich krankenversicherter Patienten. Er wird fortlaufend durch den Bewertungsausschuss nach SGB V weiterentwickelt.
Der EBM gilt grundsätzlich – jedoch nicht ausnahmslos – für die ambulante Behandlung von Patienten der Gesetzlichen Krankenversicherung (GKV). Die Abrechnung erfolgt mit der zuständigen Kassenärztlichen Vereinigung (KV), wenn der Arzt als Vertragsarzt zugelassen oder als Krankenhausarzt ermächtigt ist oder – wenn er beides nicht ist – in der Notfallbehandlung. Leistungen, die nicht im EBM enthalten sind, können Vertragsärzte bzw. Vertragspsychotherapeuten nicht über ihre zuständige KV zulasten der GKV abrechnen und sind deshalb nach der Gebührenordnung für Ärzte (GOÄ) bzw. Gebührenordnung für Psychotherapeuten (GOP) unmittelbar vom Patienten zu honorieren. Eine Ermächtigung von Krankenhausärzten kommt nur in Betracht, wenn im Angebot der niedergelassenen Vertragsärzte eine Versorgungslücke besteht.

## Autoren/Beteiligte
Der EBM wird durch den Bewertungsausschuss beschlossen, der sich paritätisch aus je drei Vertretern des Spitzenverbandes der gesetzlichen Krankenversicherung (GKV-Spitzenverband) und der Kassenärztlichen Bundesvereinigung (KBV) zusammensetzt. Im Falle teilweiser oder vollständiger Beschlussunfähigkeit wird der Bewertungsausschuss um einen unparteiischen Vorsitzenden sowie zwei weitere unparteiische Mitglieder erweitert (Erweiterter Bewertungsausschuss). Vorsitzender des Erweiterten Bewertungsausschusses ist seit September 2007 der Gesundheitsökonom Jürgen Wasem (Universität Duisburg-Essen).
Einvernehmlich im Bewertungsausschuss bzw. mit Mehrheit gefasste Beschlüsse des Erweiterten Bewertungsausschusses sind bindend. Allerdings hat das Bundesministerium für Gesundheit seit der Gesundheitsreform von 2007 die Möglichkeit, Beschlüsse zu beanstanden. Kommen gesetzlich vorgegebene Beschlüsse nicht zustande, kann das Ministerium eine Ersatzvornahme tätigen; es kann auch selber den Erweiterten Bewertungsausschuss anrufen, wenn keine der beiden Seiten ihn anruft – davon hat das Ministerium bislang allerdings keinen Gebrauch gemacht.

## Struktur

### Übersicht
Der EBM ist in sechs Bereiche gegliedert:
- Allgemeine Bestimmungen
- Arztgruppenübergreifende allgemeine Leistungen
- Arztgruppenspezifische Leistungen
- Arztgruppenübergreifende spezielle Leistungen
- Kostenpauschalen
- Anhänge

Hinzu kommen derzeit vier Anhänge. In Anhang 1 findet sich das Verzeichnis der nicht gesondert abrechnungsfähigen und in Komplexen enthaltenen Leistungen, Anhang 2 definiert die Zuordnung der operativen Prozeduren nach § 301 SGB V zu den Leistungen der Kapitel 31 EBM (ambulante Operationen) und 36 EBM (belegärztliche Operationen), in Anhang 3 finden sich die Angaben für den zur Leistungserbringung erforderlichen Zeitaufwand des Arztes gemäß § 87 Abs. 2 Satz 1 SGB V in Verbindung mit § 106a Abs. 2 SGB V und in Anhang 4 werden seit Juli 2007 die nicht oder nicht mehr berechnungsfähigen Leistungen aufgelistet.

### Die Teile im Einzelnen
Jede abrechenbare Leistung hat u. a. eine Nummer, die als EBM-Nummer oder Gebührenordnungsposition (GOP) bezeichnet wird, und eine Punktzahl. Zum Teil sind die EBM-Nummern mit Richtzeiten versehen, die für Plausibilitätsprüfungen nach der Abrechnung benötigt werden.
Die arztgruppenübergreifenden allgemeinen Leistungen stehen allen Ärzten offen. Hier finden sich Leistungen, die für die Notdienst-Ableistung erforderlich sind, „Unzeit“-Ziffern für Leistungen nachts und am Wochenende, Hausbesuche, Berichte, Schwangerschafts- und Substitutionsbetreuung und Präventionsleistungen. Alle Nummern dieses Teils beginnen mit den Ziffern 01.
Der Teil allgemeine diagnostische und therapeutische Leistungen enthält kleinere operative Leistungen wie Punktionen, Wundversorgungen, Infusionen, Transfusionen, Gipsanlage und einige physikalische Therapien. Die Leistungen dieses Kapitels stehen ebenfalls allen ärztlichen Fachgruppen offen. Die Nummern dieses Teils beginnen mit den Ziffern 02.
Der Teil mit den arztgruppenspezifischen Leistungen ist der ausführlichste. Hier stehen getrennt für Hausärzte und alle Facharztgruppen (zu denen auch die Psychologischen Psychotherapeuten zählen) die EBM-Nummern mit den eigentlichen Betreuungsleistungen und Fach(arzt)spezifischen Komplexen. Für jede Facharztgruppe existiert ein eigenes Kapitel, die Leistungsziffern beginnen jeweils mit anderen Ziffern, etwa für Hausärzte mit 03, Kinderärzte mit 04, Augenärzte mit 06 und so weiter bis zu Urologen (26) und Fachärzten für Physikalische und Rehabilitative Medizin (27). In diesem Kapitel können die jeweiligen Fachärzte nur Leistungsziffern aus „ihrem“ Kapitel abrechnen.
Die arztgruppenübergreifenden speziellen Leistungen stehen wieder allen Ärzten offen, jedoch sind für die Abrechnung Genehmigungen durch die jeweilige Kassenärztliche Vereinigung erforderlich. Diese ist im Allgemeinen an bestimmte Qualifikationen gebunden. So kann die Leistung 30201 (Chirotherapeutischer Eingriff) nur abgerechnet werden, wenn der Arzt die entsprechende Weiterbildung besucht hat. Auch ambulante bzw. belegärztliche operative Leistungen und Labor- und Röntgenleistungen werden in diesem Teil behandelt.
Im Teil Kostenpauschalen werden verschiedene Sachkosten-Pauschalen aufgeführt wie Porti, Wegegelder bei Besuchen und bestimmte Verbrauchsmaterialien.
Nicht Bestandteil des EBM sind Impfleistungen, da hierzu in jedem Bundesland leicht abweichende Regelungen bestehen, die auch innerhalb der verschiedenen Krankenkassenarten (z. B. Primär- oder Ersatzkassen, Knappschaft) nicht einheitlich sind.

### Beispiele
Beispiele für solche EBM-Nummern, deren Bewertung in Punkten sowie Beträge auf der Grundlage des EBM, Stand 1. Juli 2013
- GOP 01410 Hausbesuch 600 Punkte: 21,22 €
- GOP 01730 Krebsfrüherkennungs-Untersuchung bei der Frau 510 Punkte: 18,04 €
- GOP 03110 einmalige hausärztliche Versichertenpauschale im Quartal für Patienten bis zum 5. Lj. 1190 Punkte: 42,08 €
- GOP 03111 einmalige hausärztliche Versichertenpauschale im Quartal für Patienten vom 5. Lj. bis zum 59. Lj. 880 Punkte: 31,12 €
- GOP 03112 einmalige hausärztliche Versichertenpauschale im Quartal für Patienten  ab 60. Lj. 1020 Punkte: 36,07 €
- GOP 03115 jeder weitere Arzt-Patientenkontakt im Quartal (seit 1. Januar 2008 gestrichen), d. h. keine Honorierung für weitere hausärztliche Leistung
- GOP 03321 Belastungs-EKG 565 Punkte: 19,98 €
- GOP 04110 einmalige Pauschale im Quartal für Kinder bis zum 5. Lj. 1190 Punkte: 42,08 €
- GOP 05330 Anästhesie oder Kurznarkose 2375 Punkte: 83,99 €
- GOP 26350 Kleiner urologisch operativer Eingriff 220 Punkte: 7,78 €

Das ärztliche Honorar ergibt sich aus der Punktzahl, multipliziert mit einem regionalen Punktwert, der gemäß § 87a Absatz 2 SGB V auf Grundlage des Orientierungs(punkt)wertes (siehe unten) von den Kassenärztlichen Vereinigungen und den Landesverbänden der Krankenkassen und den Ersatzkassen zu vereinbaren ist. Dabei können auch Zu- und Abschläge auf den Punktwert vereinbart werden.
Außerdem existiert ein sogenannter kalkulatorischer Punktwert, der zur Kalkulation der Punktzahlen der verschiedenen Gebührenordnungspositionen im Verhältnis zueinander angewandt wird. Für den seit 1. April 2005 gültigen EBM galt bis zum 30. September 2013 ein kalkulatorischer Punktwert von 5,1129 Cent (ehemals 10 Pfennige), zum 1. Oktober 2013 wurden der kalkulatorische und der Orientierungspunktwert auf einen Wert von 10 Cent angeglichen. Da gleichzeitig die Bewertung der Gebührenordnungspositionen in Punkten reduziert wurde, resultierte aus dieser Anpassung bis auf Rundungsdifferenzen keine Änderung der Honorarhöhe in Euro.
Beispiele:
|       |  | EBM Stand 1. Juli 2013 | EBM Stand 1. Juli 2013 |  | EBM Stand 1. Oktober 2013 | EBM Stand 1. Oktober 2013 |
| GOP   |  | Punkte                 | Betrag                 |  | Punkte                    | Betrag                    |
| 01410 |  | 600                    | 21,22 €                |  | 212                       | 21,20 €                   |
| 03321 |  | 565                    | 19,98 €                |  | 200                       | 20,00 €                   |
| 05330 |  | 2375                   | 83,99 €                |  | 840                       | 84,00 €                   |

## Honorarverteilung
Die Punktzahlen legen das Wertverhältnis der Leistungen untereinander fest. Für eine Leistung, die mit 100 Punkten bewertet ist, erhält ein Arzt beispielsweise doppelt so viel Geld wie für eine, die mit 50 Punkten bewertet ist.
| Jahr                 | Vergütung je Punkt |
| -------------------- | ------------------ |
| 2023                 | 0,114915 €         |
| 2022                 | 0,112662 €         |
| 2021                 | 0,111244 €         |
| 2020                 | 0,109871 €         |
| 2019                 | 0,108226 €         |
| 2018                 | 0,106543 €         |
| 2017                 | 0,105300 €         |
| 2016                 | 0,104361 €         |
| 2015                 | 0,102718 €         |
| 2014                 | 0,101300 €         |
| 2013 (4. Quartal)    | 0,100000 €         |
| 2013 (1.–3. Quartal) | 0,035363 €         |
| 2012                 | 0,035048 €         |
| 2011                 | 0,035048 €         |
| 2010                 | 0,035048 €         |
| 2009                 | 0,035001 €         |
| 2008                 | 0,033600 €         |

Jedem Punkt entspricht aber nicht immer derselbe Centwert. Wie viel ein Punkt wert ist, lässt sich erst sagen, wenn der durchschnittliche Punktwert im Abrechnungszeitraum ermittelt ist. Dieser ergibt sich aus der zur Verfügung gestellten Geldmenge aller gesetzlichen Krankenkassen in einer Region und den nach EBM aufsummierten Punktzahlen aller ambulanten medizinischen Leistungen für die Patienten der Region, die bei den Krankenkassen versichert sind. Im Durchschnitt aller gesetzlichen Krankenkassen der Bundesrepublik betrug der Punktwert 1998 3,72 Cent. Der EBM ist also kein „Preisverzeichnis“ für die Krankenkassen (wie etwa die Gebührenordnung für Ärzte, die bei Privatpatienten zur Anwendung kommt), sondern sie regelt überwiegend nur die Verteilung des vorher festgelegten Gesamt-Honorarvolumens auf die verschiedenen Ärzte. Lediglich bei den sogenannten „extra-budgetären“ Leistungen (z. B. bestimmte Präventionsleistungen, ambulantes Operieren) gilt, dass der Arzt sie in jedem Falle zum vollen Preis vergütet bekommt, den die Krankenkassen den Kassenärztlichen Vereinigung entsprechend ohne Anwendung mengenbegrenzender Regelungen vergüten.
Die durch einen Arzt gegenüber der KV abrechenbaren Punkte waren seit Mitte der neunziger Jahres des 20. Jahrhunderts über die sogenannten Praxisbudgets gedeckelt, die für jede Praxis von der KV festgelegt wurden. Punkte (d. h. Leistungen), die über das Praxisbudget hinaus abgerechnet werden, wurden nicht vergütet.
Mit dem GKV-Modernisierungsgesetz galten von 2004 bis 2011 anstelle der Praxisbudgets sogenannte Regelleistungsvolumina. Leistungen, die oberhalb der Regelleistungsvolumina erbracht wurden, wurden dem Arzt von der Kassenärztlichen Vereinigung nur abgestaffelt vergütet; Leistungen innerhalb der Regelleistungsvolumina wurden mit einem festen Punktwert vergütet. Dieses Regelleistungsvolumen wurde jedem Vertragsarzt einen Monat vor Quartalsbeginn von seiner KV mitgeteilt. Mit diesem konnte der Vertragsarzt wirtschaftlich fest planen. Darüber hinausgehende Leistungen wurden nur zum Restpunktwert vergütet. Dieser stand nicht vor Quartalsbeginn fest, sondern wurde erst nachträglich, wenn die Quartalsabrechnung aller Vertragsärzte durchgeführt worden war, aus den Leistungsanforderungen (das was alle Vertragsärzte über das Regelleistungsvolumen hinaus erarbeitet haben) und der verfügbaren Geldmenge errechnet. Seit Anfang 2012 haben die Kassenärztlichen Vereinigung (aufgrund der Neuregelungen durch das GKV-Versorgungsstrukturgesetz) wieder wie vor 2009 erhebliche Gestaltungsspielräume der Honorarverteilung. Die Verteilung über Regelleistungsvolumina ist seitdem nur noch eine mögliche Variante der Honorarverteilung. Exemplarisch sei auf den Honorarverteilungsmaßstab der KV Bayerns oder der KV Nordrhein verwiesen.

## Kassenärztliche Abrechnung
Viermal jährlich (quartalsweise) teilt der Arzt oder Psychotherapeut seiner regionalen Kassenärztlichen Vereinigung (KV) die Namen aller bei ihm in Behandlung gewesenen Versicherten der Gesetzlichen Krankenversicherungen der letzten 3 Monate, deren Diagnosen und die erbrachten Leistungen (in Form der entsprechenden EBM-Ziffer) mit.
Die regionale KV teilt das gesamte Geldvolumen, das ihr von allen Krankenkassen für diese 3 Monate zur Verfügung gestellt wird, in verschiedene „Töpfe“ auf, nachdem vorab bestimmte Ausgaben vom Gesamtbetrag abgezogen wurden. Diese sind von Region zu Region unterschiedlich, es sind zum Beispiel Verwaltungskosten, die Sachkosten für Dialyse, die Kosten für Poliklinikbehandlungen der Universitäten usw. Dann wird die verbliebene Geldmenge nach einem gesetzlich festgelegten Trennungsfaktor in einen Facharzt- und einen Hausarzttopf aufgeteilt. Jede Fachgruppe im Facharzttopf erhält einen „Fachgruppentopf“ zugeteilt, der mit wechselnder Geldmenge gefüllt ist. Aufgrund der voraussichtlichen Größe des Fachgruppentopfes legt die Kassenärztliche Vereinigung die Höhe der Regelleistungsvolumina der einzelnen Ärzte oder Psychotherapeuten fest oder wendet andere Verteilungskriterien an. Das ihm zur Verfügung stehende Honorarvolumen in Euro für ein Quartal wird dem Vertragsarzt bzw. Vertragspsychotherapeuten 1 Monat vor Quartalsbeginn mitgeteilt. Es errechnet sich im Falle der Regelleistungsvolumen aus der Anzahl der behandelten Versicherten im Vergleichsquartal des Vorjahres multipliziert mit dem einheitlichen Jahrespunktwert und noch diversen Korrekturfaktoren, kann jedoch – da die Regelleistungsvolumen nicht mehr obligatorisch sind – sich auch aus anderen Algorithmen ergeben. Damit weiß der Vertragsarzt bzw. Vertragspsychotherapeut, bis zu welchem Betrag er garantiert (zu festem Punktwert) Versicherte behandelt. Hat er im Laufe des Quartals diese Grenze erreicht, werden weitere Leistungen nur noch zum sogenannten Restpunktwert vergütet. Dieser schwankt sehr stark, liegt bei Hausärzten zwischen 10 und 50 % und bei Fachärzten meistens unter 10 %. Vertragsärzte können in ihrem Praxisverwaltungssystem  erkennen, ob  zum Quartalsende hin die ärztliche oder psychotherapeutische Tätigkeit noch ausreichend honoriert wird. Vor allem Fachgruppen mit hohen Technikkosten bei jeder einzelnen Untersuchung können nicht mehr kostendeckend arbeiten.
Anhand der Richtzeiten (Plausizeiten) für zahlreiche EBM-Nummern errechnet die KV sowohl Tages- als auch Quartalsbezogen zudem, ob die Abrechnung der Leistungen in der Summe überhaupt plausibel ist, indem bestimmte Tageshöchst-Arbeitszeiten für die Ärzte bzw. Psychotherapeuten angenommen werden. Dazu kommen diverse gegenseitige Ausschlüsse und Besonderheiten. Dies alles wird im Rahmen der sogenannten sachlich-rechnerischen Berichtigung vor dem eigentlichen Abrechnungslauf von der KV korrigiert. Außerdem vom Honorar abgezogen werden Verwaltungskosten der KV (ca. 2,5 % des Umsatzes, regional unterschiedlich) und ein Sicherstellungsabschlag.